# Daimler Green Goddess
Der Daimler Green Goddess (deutsch: grüne Göttin) ist ein zweitüriges Cabriolet des britischen Automobilherstellers Daimler aus dem Jahr 1948. Es basiert auf dem Fahrgestell des Daimler DE36 und hat eine außergewöhnlich gestaltete Karosserie von Hooper. Green Goddess nahm die Hooper Empress Line vorweg und gilt außerdem als Vorläufer einer Reihe von Show Cars, die als Docker Daimlers bekannt wurden. Insgesamt entstanden bis zu acht Fahrzeuge dieses Typs.

## Entstehungsgeschichte
Der Green Goddess entstand in Zusammenarbeit der Daimler Motor Company mit dem Karosseriebauunternehmen Hooper. Daimler war in der ersten Hälfte des 20. Jahrhunderts einer der exklusivsten Automobilhersteller Großbritanniens; das Unternehmen lieferte regelmäßig Fahrzeuge unter anderem für das britische Königshaus und andere Herrscherhäuser. Ähnlich wie Daimler war auch der Karosseriehersteller Hooper aus Westminster in seiner Branche „quite simply the best“. Seit 1910 (Daimer) bzw. 1938 gehörten beide Unternehmen zum Konzern Birmingham Small Arms Company (BSA), der von Bernard Docker geleitet wurde.
Bis zum Ausbruch des Zweiten Weltkriegs waren sowohl Hooper als auch Daimler für zurückhaltende, konservative Fahrzeuge und Aufbauten bekannt. Während des Krieges entwickelte Hoopers Designer Osmond Rivers die sogenannte Empress Line (anfänglich als New Look bezeichnet), die das in der Vorkriegszeit etablierte Razor Edge Design mit Elementen der Pontonkarosserie verbindet. Einige Merkmale dieses Konzepts setzte Hooper erstmals 1948 auf einem Daimler-Chassis um. Das Auto war ein sehr großes, grün lackiertes Cabriolet. Hooper und Daimler ließen es auf der British International Motor Show 1948 im Earls Court Exhibition Centre in London debütieren, der ersten internationalen Automobilausstellung in Großbritannien nach dem Zweiten Weltkrieg. Dort war das Auto „der Star der Show“. Von Journalisten erhielt der Wagen die Bezeichnung Green Goddess.
1949 entwickelte Osmond Rivers das beim Green Goddess gezeigte Designkonzept zur Hooper Empress Line weiter, die ab 1950 die Formen einer Reihe von Sondermodellen verschiedener Daimler-Reihen bestimmte. Diese Sondermodelle wurden werksseitig als Empress I bis IV vermarktet.

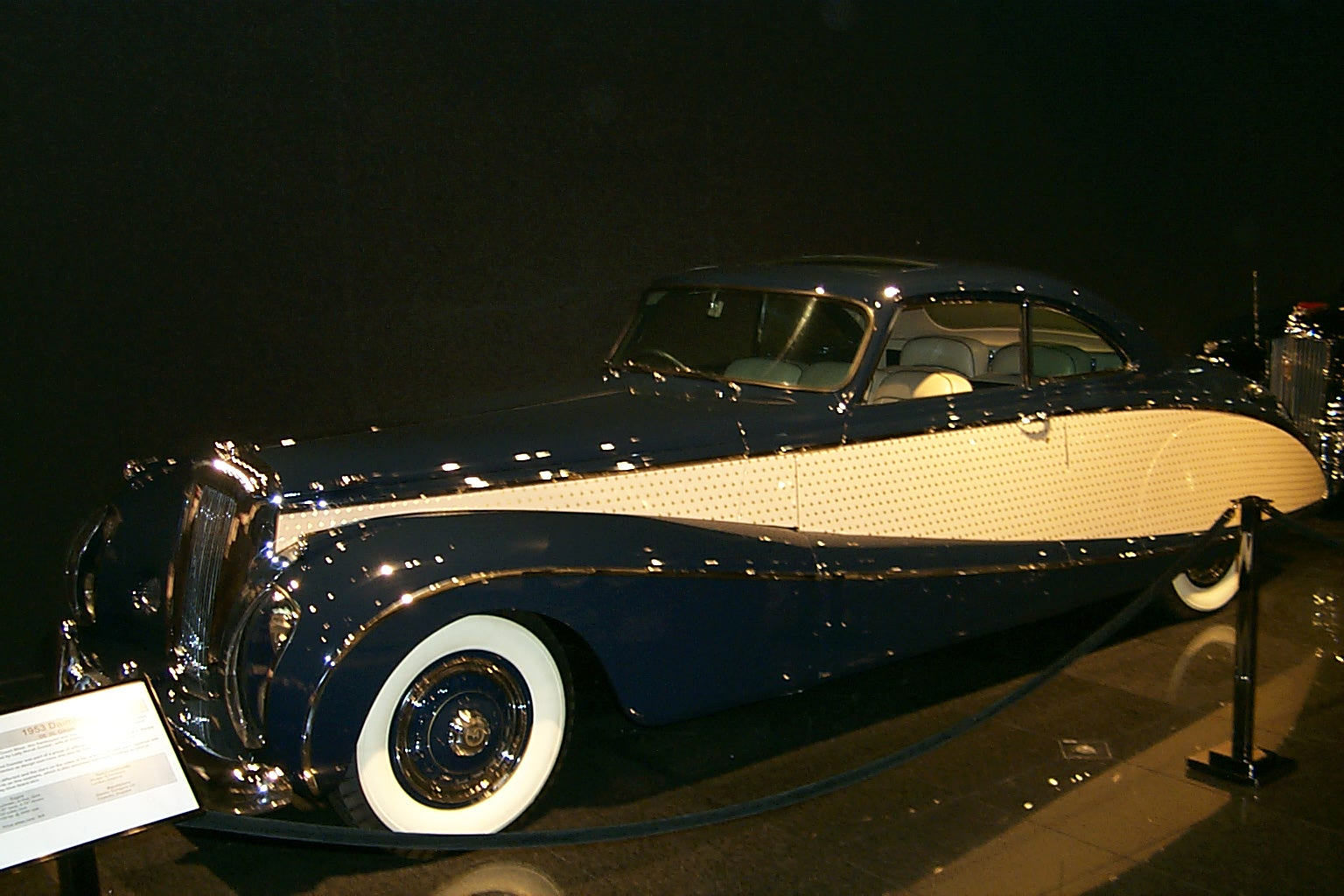
Ein früher Docker Daimler: Blue Clover (1952)

Die Idee, jährlich ein Aufsehen erregendes Show Car auf der British Motor Show in Earls Court zu zeigen, setzte Daimler in den Jahren 1951 bis 1955 fort. Sie geht auf Norah Docker zurück, seit 1949 die Ehefrau des BSA-Vorsitzenden Bernard Docker, die der noch immer als behäbig wahrgenommenen Marke Daimler auf diese Weise mehr öffentliche Aufmerksamkeit verschaffen wollte. Vor diesem Hintergrund entstanden die Einzelstücke The Gold Car (1951), Blue Clover (1952), Silver Flash (1953), Star Dust (1954) und Golden Zebra (1955), die stilistisch auf Green Goddess zurückgehen bzw. Weiterentwicklungen des Designkonzepts waren. Diese fünf Autos werden bezugnehmend auf Norah Docker gemeinhin als Docker Daimlers bezeichnet. Green Goddess hingegen zählt selbst nicht zu den Docker Daimlers, weil das Modell vor der Eheschließung von Bernard und Norah Docker entwickelt wurde. Green Goddess wird lediglich als „Vorbote dessen (angesehen), was noch kommen sollte“. Dass Norah Docker tatsächlich einen substantiellen Beitrag zum Grunddesign leistete, wird zumeist bestritten: „Das, was Lady Docker zu Rivers’ fließenden Linien beitrug, war nicht mehr als ein Hauch ehrlicher Vulgarität.“ Andere meinen, Norah Docker hätte die „wunderbar ausgewogenen Formen (von Osmond Rivers) durch schlechten Geschmack ruiniert“.

## Modellbeschreibung
Der Daimler Green Goddess ist ein über 6 Meter langes und 3,5 Tonnen schweres Cabriolet, dessen Antriebstechnik auf die 1930er-Jahre zurückzuführen ist.

### Technik
Der Green Goddess basiert auf einem Fahrgestell der DE36-Reihe, Daimlers größtes Modell, das eigentlich für Chauffeurlimousinen und Staatskarossen vorgesehen war. Grundlage ist ein separater Stahlrahmen, dessen seitliche Teile durch kreuzförmige Verstrebungen miteinander verbunden sind. Die Vorderräder sind einzeln aufgehängt und von doppelten Querlenkern geführt. Vorne kommen Schraubenfedern zum Einsatz. Hinten ist eine Starrachse mit Blattfedern eingebaut. Das Auto wird von einem Reihenachtzylindermotor mit 5460 cm³ Hubraum angetrieben, dessen maximale Leistung bei 150 bhp (152 PS, 110 kW) liegt. Der reguläre DE36-Motor wurde für den Einsatz im Green Goddess nicht verändert. Die Kraftübertragung übernimmt Daimlers Fluid Flywheel genanntes Vorwählgetriebe.

### Karosserie

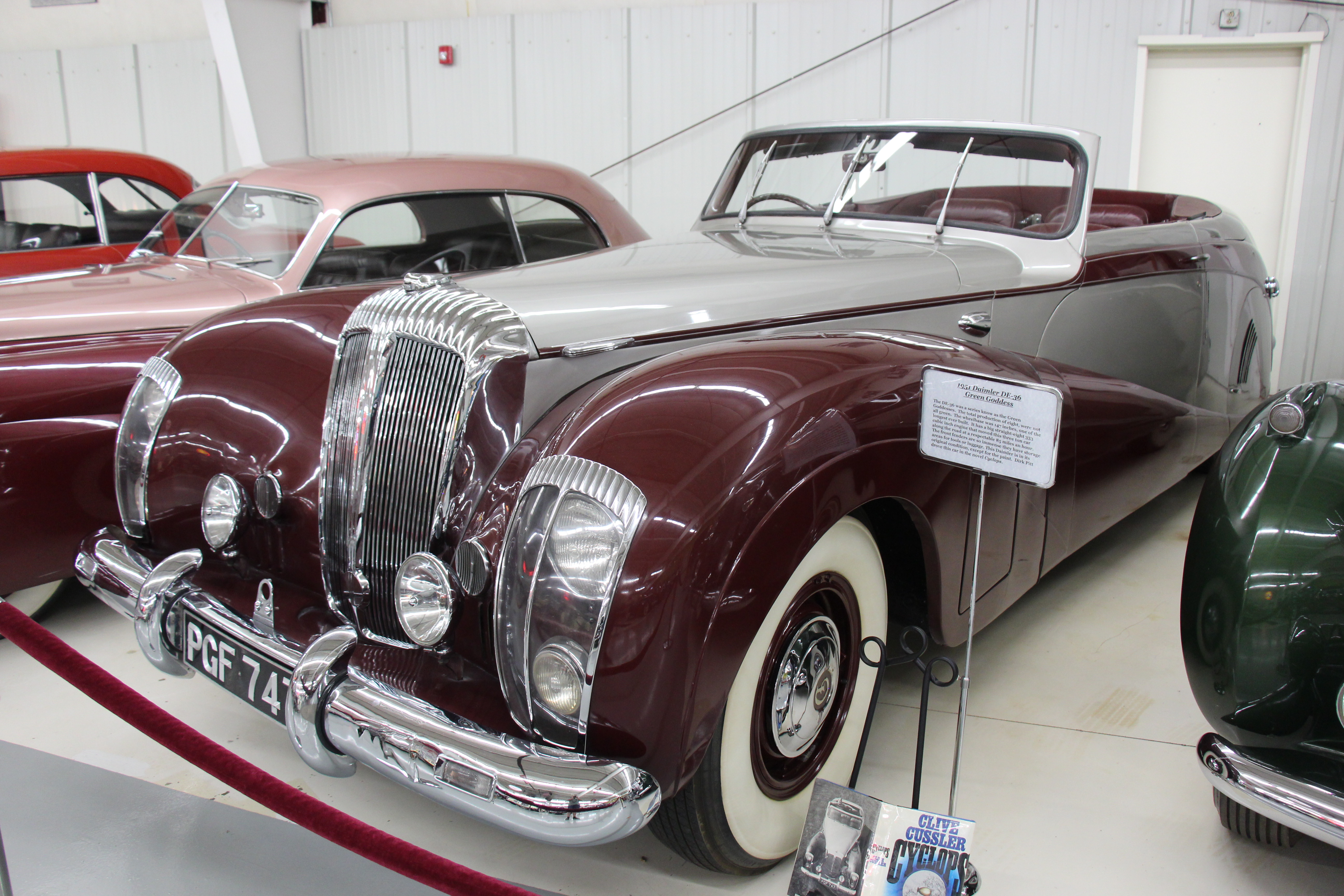
Verdeckte Scheinwerfer des Green Goddess

Der Green Goddess ist ein zweitüriges, fünfsitziges Cabriolet. Vorn befinden sich drei, hinten zwei Sitze. Die hinteren Sitze sind zur Wagenmitte hin versetzt.
Die Karosserie des Green Goodess besteht aus Aluminiumblechen. Sie werden von einem Gerüst aus Eschenholz und metallverstärktem Sperrholz getragen. Die vorderen Kotflügel stehen, wie beim Vorkriegsdesign üblich, frei. Am Heck hingegen gibt es keine ausgeformten Kotflügel mehr. Das Passagierabteil ist hinten so breit, dass es die Hinterräder einschließt. Sie sind vollständig von Blenden aus Metall (Spats) abgedeckt. Die auslaufenden vorderen Kotflügel und eine weitgehend waagerecht verlaufende Zierleiste treffen sich am unteren Ende des Wagenhecks. Diese Gestaltungsmerkmale finden sich später auch bei Hoopers Empress Line wieder. Ein eigenständiges Element des Green Goddess sind dagegen die übereinander angeordneten Doppelscheinwerfer, die in die vorderen Kotfügelenden eingelassen und mit einer durchsichtigen, leicht gebogenen Scheibe aus Perspex abgedeckt sind. Dieses Detail griff Hooper bei den Serienmodellen der Empress Line nicht auf; es findet sich allerdings mit Ausnahme des Golden Zebra bei allen Docker Daimlers. Die Seitenfenster und das Verdeck sind elektrisch betätigt. In zusammengeklapptem Zustand verschwindet das Verdeck vollständig unter einer Metallabdeckung.

### Fahrleistungen
Es gibt keine unabhängigen Tests oder Fahrberichte zu Green Goddess. Die Höchstgeschwindigkeit wird auf 80 mph (129 km/h) oder 90 mph (145 km/h) geschätzt. Norah Docker hielt das Auto für schwerfällig und praktisch unfahrbar.

## Produktion

### Das Ausstellungsstück
Der im Oktober 1948 in Earls Court ausgestellte Green Goddess basiert auf dem DE36-Fahrgestell Nr. 51233. Im Anschluss daran wurde das Auto auch in New York und Paris gezeigt. 1949 übernahm Bernard Docker den Wagen zum privaten Gebrauch. Im Laufe der ersten Monate erfuhr das Auto schrittweise bei Hooper einige Änderungen, bevor es nach Cannes überführt wurde, wo die Dockers einen Ferienwohnsitz hatten. 1954 erhielt das Chassis 51233 eine komplett neue Karosserie, die stilistisch weiterhin der des ursprünglichen Green Goddess entsprach. Das so überarbeitete Auto wurde 1954 als Neuwagen an einen britischen Kunden verkauft, bevor es über Umwege in die USA gelangte. 2009 wurde es in Kalifornien zu einem Preis von 249.000 $ (232.558 €) versteigert.

### Weitere Exemplare
Nach dem Erfolg des Green Goddess in Earls Court 1948 erhielt Daimler einige Aufträge für Nachbauten. Bis in die frühen 1950er-Jahre hinein entstanden je nach Quelle fünf, sieben oder acht Fahrzeuge im Stil des Green Goddess. Einer Quelle zufolge wurden außerdem mindestens zwei Rolls-Royce-Fahrgestelle mit einer Green-Goddess-Karosserie ausgestattet. Der Kaufpreis betrug 7.001 £. Damit waren sie die teuersten britischen Autos ihrer Zeit. Nicht alle Nachbauten wurden in grüner Lackierung ausgeliefert. Unabhängig davon, welche Farbe sie auf Kundenwunsch erhielten, werden sie einheitlich als Green Goddess bezeichnet. 
Es ist gesichert, dass mindestens vier der Nachbauten zu Beginn des 21. Jahrhunderts noch existieren.

## Green Goddessim Film
Ein Green Goddess erscheint in dem britischen Spielfilm Ich und der Herr Direktor (Originaltitel: Trouble in Store), der 1953 produziert wurde.